# Briševo (Chorwacja)
Briševo – wieś w Chorwacji, w żupanii zadarskiej, w gminie Poličnik. W 2011 roku liczyła 657 mieszkańców.